# Kalkgraslandmineermot
De kalkgraslandmineermot (Elachista subnigrella) is een vlinder uit de familie grasmineermotten (Elachistidae). De wetenschappelijke naam is voor het eerst geldig gepubliceerd in 1853 door Douglas.
De soort komt voor in Europa.